# ローザ・カンディダ・デ・アモリム
ローザ・カンディダ・デ・アモリム（Rosa Candida de Amorim、1904年9月7日 - 2017年8月30日）は、ブラジルのスーパーセンテナリアン。

## 人物
1904年9月7日、バイーア州に生まれる。若いころは葉巻工場やベーカリーで働いていた。
落ち着きがなく意欲的な性格であったと言われている。その後は読書やテレビを見ることを楽しみ、ワインや卵料理を飲食することも楽しんでいた。
2017年8月30日、死去。